# Thermometersiedlung
Die Thermometersiedlung (umgangssprachlich: Thermosiedlung oder Thermo) ist eine Plattenbau-Großsiedlung im Berliner Ortsteil Lichterfelde des Bezirks Steglitz-Zehlendorf. Sie wurde von 1968 bis 1974 als typisches Beispiel für die Stadtrandbebauung im West-Berlin der 1970er Jahre errichtet. In den rund 60 Gebäuden, darunter mehrere Hochhäuser mit bis zu 22 Geschossen, lebten 2018 4644 Menschen. Der Ausländeranteil lag im gleichen Jahr sechs Prozentpunkte über dem Berliner Durchschnitt (25,1 gegenüber 19,1 %); der Anteil der Deutschen mit Migrationshintergrund war knapp elf Prozentpunkte höher (24,4 gegenüber 13,5 %).
Die Bevölkerungsstruktur und die soziale Lage der Bewohner unterscheiden sich von den übrigen Wohnlagen des Bezirks Steglitz-Zehlendorf; das Viertel weist im Vergleich sozial schwächere Strukturen und deutlich geringere Einkommen auf. Das Monitoring Soziale Stadtentwicklung des Jahres 2017 der Senatsverwaltung für Stadtentwicklung und Wohnen weist die Thermometersiedlung als „Gebiet mit besonderem Aufmerksamkeitsbedarf“ aus.

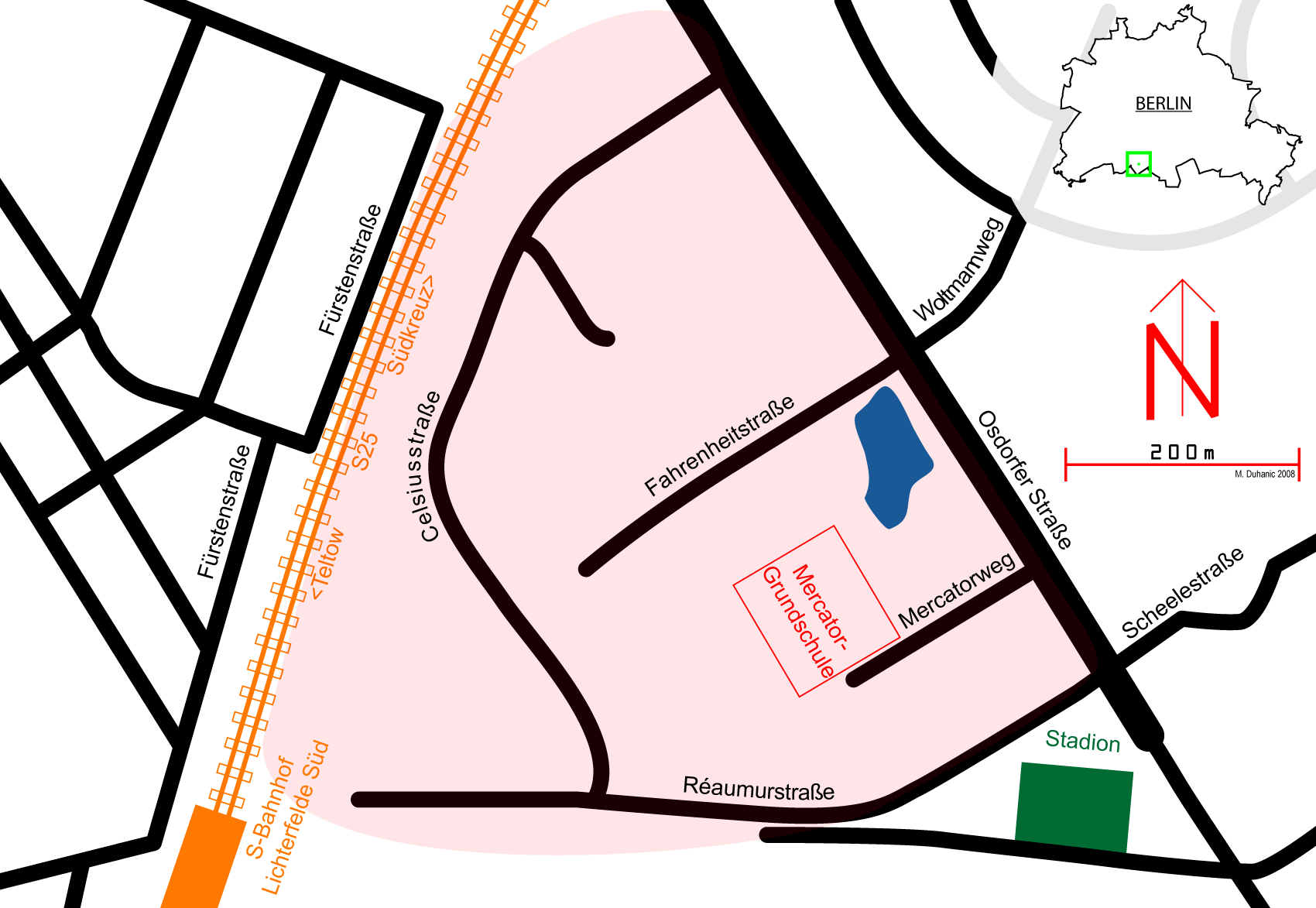
Karte der Thermometersiedlung (rosafarben hervorgehoben)

## Herkunft des Namens

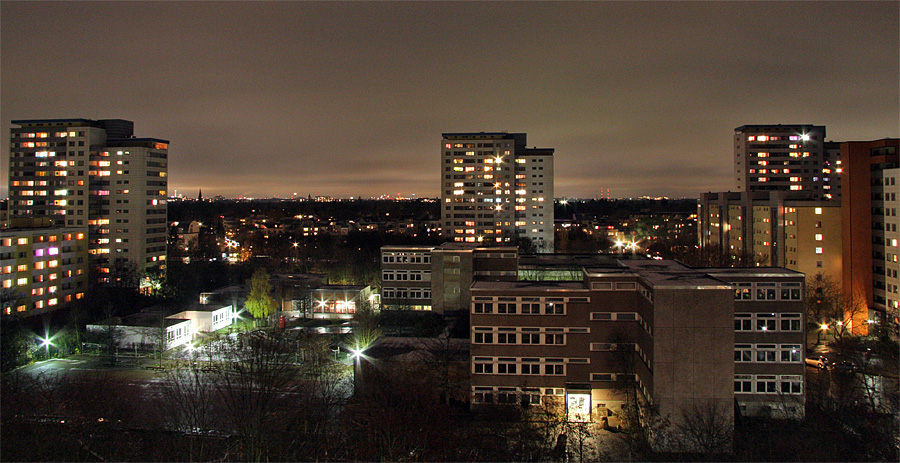
Thermometersiedlung in der Nacht: Mercator-Grundschule mit Mercatorweg, Hochhäuser

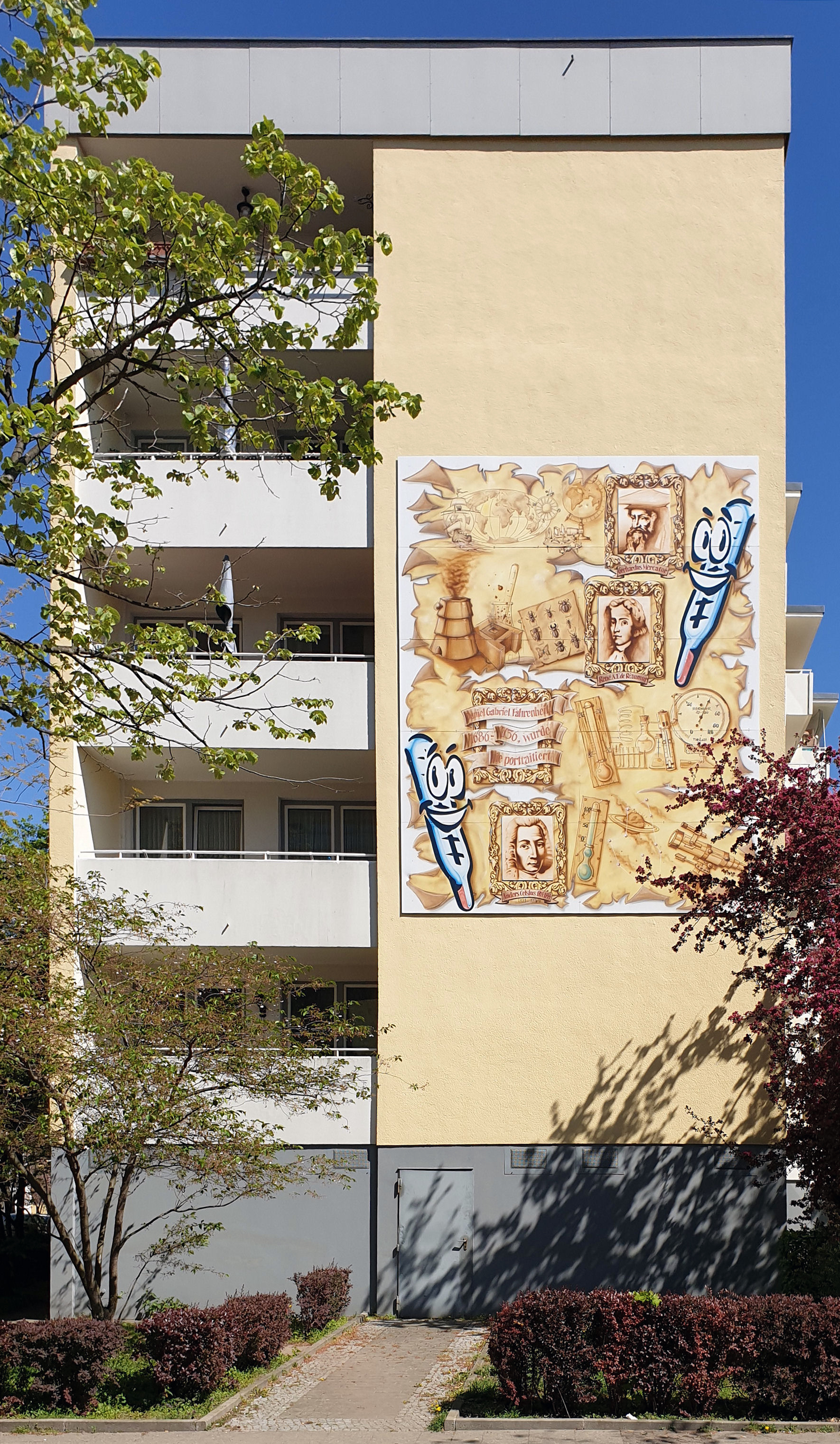
Wandmalerei am Haus Fahrenheitstraße 27 in Berlin-Lichterfelde

Von den vier Straßen der Thermometersiedlung tragen drei die Namen der Physiker Anders Celsius, Daniel Gabriel Fahrenheit und René-Antoine Ferchault de Réaumur, denen die physikalischen Größeneinheiten der Temperatur ihren Namen verdanken: Celsius-, Fahrenheit- und Réaumurstraße. Der Mercatorweg ist nach dem Kartografen Gerhard Mercator benannt.

## Lage und Verkehrsanbindung
Die Siedlung liegt zwischen der Osdorfer Straße und der Bahnstrecke Berlin–Halle, auf der die S-Bahn-Linien S25 und S26 sowie Regional- und Fernverkehrszüge verkehren. An den Bahnhöfen Lichterfelde-Süd und Osdorfer Straße hält nur die Berliner S-Bahn. Es verkehren mehrere Buslinien.
Der Berliner Ring und der Zubringer zur Berliner Stadtautobahn sind beide jeweils in rund 15 Fahrminuten zu erreichen.

## Schulen und Betreuungseinrichtungen
Die Thermometersiedlung gehört zum Schuleinzugsbereich 0630. In der Thermometersiedlung selbst gibt es nur die Mercator-Grundschule im Mercatorweg 8–10. In unmittelbarer Umgebung befinden sich eine Kindertagesstätte in der Réaumurstraße und zwei in der Scheelestraße.

## Wohnumfeldverbesserung
Das Land Berlin und die GSW Immobilien als Eigentümerin versuchen mit einer Reihe von Maßnahmen, das schlechte Image der Siedlung zu verbessern: Unter anderem wurden Polizeisprechstunden für die Bewohner eingerichtet. Die Fassaden der Gebäude wurden seit Beginn der 1990er Jahre kontinuierlich renoviert und es wurde viel Geld in Spielplätze und Grünanlagen investiert, beispielsweise in die Renaturierung des Stangenpfuhl und des Stangenpfuhlgrabens.

## Ehemaliger Truppenübungsplatz
Südlich der Thermometersiedlung plant die Groth-Gruppe auf dem Areal des ehemaligen US-amerikanischen Truppenübungsplatzes Parks Range auf einer Fläche von 39 Hektar den Bau von Doppel- und Reihenhäusern für Familien sowie bis zu achtgeschossigen Wohnhäusern. Dort sollen in 2500 Wohnungen bis zu 10.000 Menschen eine Unterkunft finden.

## Carl-Schuhmann-Sportanlage

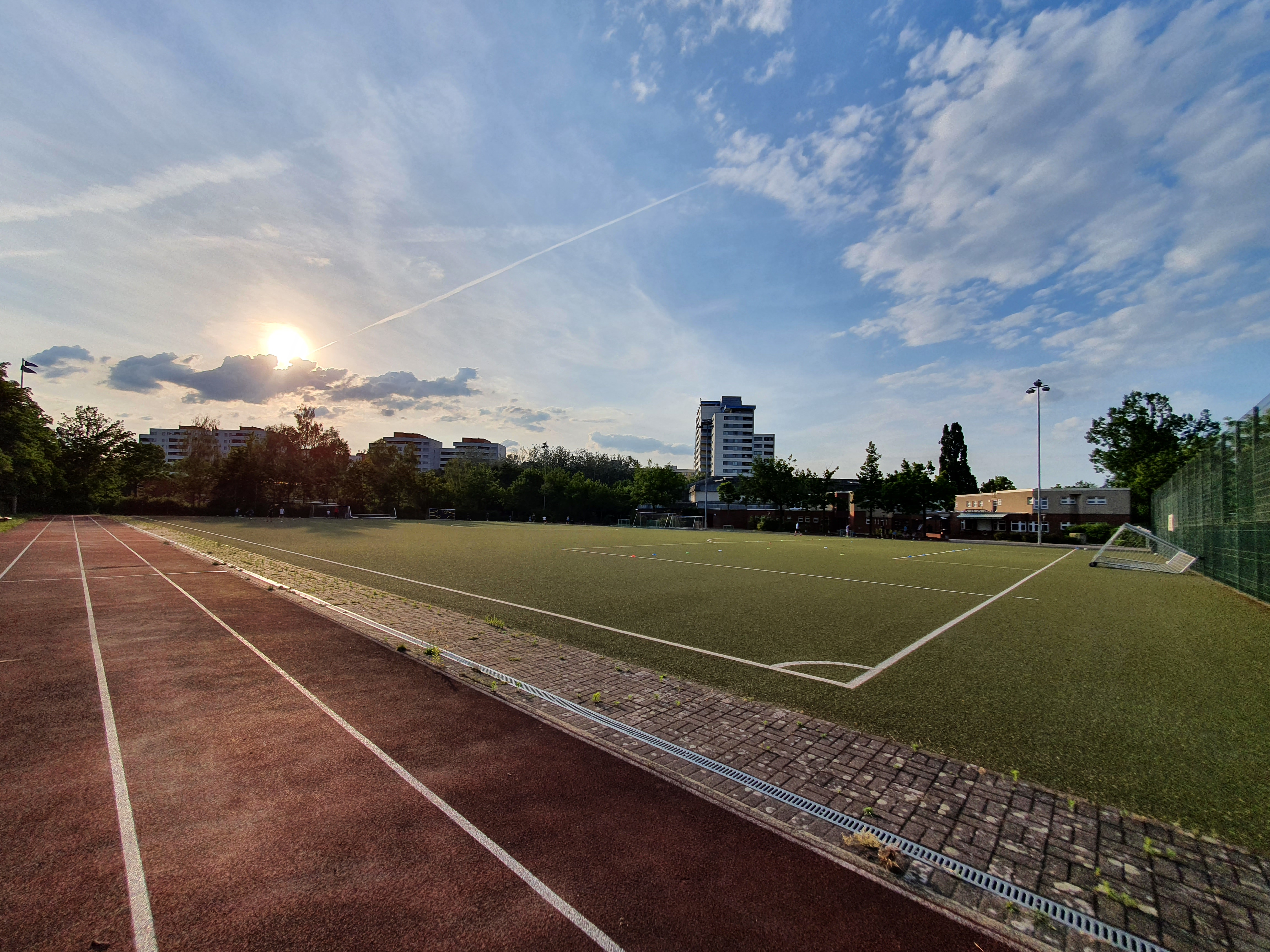
Fußballplatz der Carl-Schuhmann-Sportanlage, mit Thermometersiedlung im Hintergrund

In unmittelbarer Nachbarschaft zur Siedlung befindet sich eine Sportanlage mit Sporthalle und Sportplatz, die nach dem Turner und Ringer Carl Schuhmann benannt ist. Der Sportplatz wird von Mannschaften des Fußball-Regionalligisten FC Viktoria 1889 Berlin genutzt.

## Kulturelle Rezeption
Die Deutschrapper Fler, Jalil und Samra sind in der Thermometersiedlung aufgewachsen. In ihren Songs verarbeiten sie die Kindheit und Jugend sowie den Alltag in diesem Viertel. Zahlreiche Musikvideos dieser Künstler wurden in der Siedlung gedreht.